# Roberto Skyers
Roberto Skyers (Minas, 12 november 1991) is een Cubaans sprinter. Hij nam tweemaal deel aan de Olympische Zomerspelen, maar bleef hierbij medailleloos.

## Biografie
In 2011 was Skyers de snelste in de finale van de 200 meter op de Pan-Amerikaanse Spelen, voor Lansford Spence en Bruno de Barros. In 2012 nam Skyers een eerste keer deel aan de Olympische Spelen. Skyers kon zich op de 200 meter niet plaatsen voor de finale. In 2016 nam hij ook deel aan de Olympische Spelen in Rio de Janeiro. Hij kwam uit op de 200 m en de 4 x 100 m estafette. Skyers eindigde bij de 200 m op de zevende plaats in de halve finale waarmee hij zich niet kon kwalificeren voor de finale. Bij het estafettelopen was de 38,47 s van het Cubaanse estafetteteam onvoldoende snel om de finale te mogen lopen.

## Persoonlijke records
Outdoor
| Onderdeel | Prestatie | Datum        | Plaats  |
| --------- | --------- | ------------ | ------- |
| 100 m     | 10,11     | 27 mei 2016  | Havana  |
| 200 m     | 20,02     | 24 juli 2015 | Toronto |

## Palmares

### 100 m
- 2010: 4e Ibero-Amerikaanse kampioenschappen - 10,40 s

### 200 m
- 2011:  Pan-Amerikaanse Spelen - 20,37 s
- 2012: 4e in serie OS - 20,66 s
- 2014:  Centraal-Amerikaanse en Caraïbische Spelen - 20,47 s
- 2015: 5e in ½ fin. WK - 20,23 s
- 2015:  Pan-Amerikaanse Spelen - 20,02 s
- 2016: 8e in ½ fin. OS - 20,60 s

### 4 x 100 m
- 2011: 4e Pan-Amerikaanse Spelen - 39,75 s
- 2014: 10e IAAF World Relays - 38,60 s
- 2016:  Ibero-Amerikaanse kampioenschappen - 38,93 s
- 2016: 7e in serie OS - 38,47 s